# Tuomas Grönman
Tuomas Grönman, född 22 mars 1974, är en finländsk före detta ishockeyspelare (back). Grönman var en defensivt inriktad spelare som spelade i NHL för Chicago Blackhawks samt Pittsburgh Penguins under två säsonger (1996-1998). Han återvände sedan till Finland och FM-ligan där han spelade för Lukko Rauma och TPS Åbo fram till 2003 då han avslutade karriären. Han representerade Finland under olympiska vinterspelen 1998 i Nagano, Japan. Efter sin aktiva karriär har han varit expertkommentator för den finska TV-kanalen Nelonen.